# Kanton Chalon-sur-Saône-Centre
Der Kanton Chalon-sur-Saône-Centre war von 1973 bis 2015 ein französischer Wahlkreis im Arrondissement Chalon-sur-Saône, im Département Saône-et-Loire und in der Region Burgund; sein Hauptort war Chalon-sur-Saône.
Der Kanton bestand aus einem Teil der Stadt Chalon-sur-Saône. Die Gesamtbevölkerungszahl betrug zum 1. Januar 2012 insgesamt 19.507 Einwohner. 